# Saint-Arnoult, Loir-et-Cher

Saint-Arnoult este o comună în departamentul Loir-et-Cher, Franța. În 1 ianuarie 2022 avea o populație de 310 de locuitori.